# Jardín Botánico y Zoológico de Asunción
El Jardín Botánico y Zoológico de Asunción es un jardín botánico y parque zoológico que se encuentra en Asunción, capital de la República del Paraguay.
El Jardín Botánico y Zoológico es uno de los principales pulmones de Asunción, ya que posee 275 hectáreas de bosque natural, en este lugar se encuentran varios animales de tamaño mediano. El zoológico alberga a casi setenta especies de animales silvestres entre aves, mamíferos y reptiles. La mayoría de ellas representan a la fauna sudamericana. El jardín botánico alberga a especies autóctonas, y su principal riqueza radica en la variedad y belleza de sus frondosos árboles.

## Historia
Esta extensa propiedad era la casa de campo de Carlos Antonio López, presidente del Paraguay entre 1842 y 1862. En 1896, los descendientes de López vendieron el Botánico al Banco Agrícola. 
El jardín se creó, como tal, en 1919, siendo sus fundadores los científicos alemanes Carlos Fiebrig y Ana Gertz. El zoológico también fue creado, con posterioridad, por los mismos científicos, con un criterio muy avanzado para la época, al concebir la vida de los animales en un entorno lo más parecido posible a su hábitat natural.
El 4 de mayo de 2006 se inaugura la Primera Exposición Etnobotánica 2006 “Nuestras Plantas, Nuestra Gente”, en el marco del Proyecto Etnobotánica Paraguaya (EPY) (que dura ya unos diez años), con el apoyo del Conservatorio y Jardín Botánico de Ginebra, y con el auspicio de la organización Tesãi Reka Paraguay (TRP).

## La Casa Alta y la Casa Baja
La "Casa López" fue construida por encargo del Presidente Carlos Antonio López, en la década de 1840, para constituir su casa de campo. Además de su valor histórico, la edificación es muy representativa de la época en que fue construida, en lo referente a los aspectos tecnológicos, arquitectónicos y decorativos, por lo que se encuentra registrada en el "Catálogo de Edificios y Sitios de Valor Urbanístico, Arquitectónico, Histórico y Artístico de la Ciudad de Asunción", además de estar especialmente protegida por la Ley 946/82 "De Protección a los Bienes Culturales".
En 1896, el estado incorporó a su patrimonio estos terrenos, hasta que en 1936 los transfirió a la Municipalidad de Asunción, su actual propietaria.

## Organización del Jardín Botánico y Zoológico
Este extenso predio y su explotación dependen de la Municipalidad de Asunción.  En él se encuentran las siguientes instalaciones:
- Zoológico: Cuenta con más de 70 especies de animales, mamíferos, aves, reptiles y otros. Como el ícono del zoológico está el Taguá, una especie de chancho de monte, que habita el chaco paraguayo, creído extinto, que se registró en los años 80.
- Jardín Botánico: Originalmente era llamado jardín botánico justamente debido a la exuberante naturaleza que aquí se encuentra. Árboles de más de 150 años, reciben a los visitantes y los cobijan del agobiante sol asunceno, bajos sus amplias sombras.
- Museo: Cuenta con un museo de historia natural, en la casa que otrora fue la casa de campo de Carlos Antonio López.
- Vivero: Cuenta con más de 500 especies de plantas, muchas de ellas medicinales, y trabajan en el proceso de educación a los visitantes respecto a las propiedades de las yerbas. Más información en la sección de Vivero.
- Campo de Golf: Desde hace 50 años, la Municipalidad de Asunción ha cedido parte de su espacio a varias instituciones, una de ellas, el Asunción Golf Club; este predio, si bien forma parte del predio del Jardín Botánico, actualmente, se maneja en forma totalmente independiente.

## Vivero
El vivero está ubicado detrás de la Casa Alta y contiene variadas y diversas especies, según los encargados existen más de 500, además de un importante grupo de plantas medicinales, y a pesar de que hace bastante tiempo que funciona, tal vez muy pocas personas conocen este lugar, aunque está abierto al público.

Cuenta con la cooperación del Conservatorio de Jardín Botánico de la Villa de Génova de Ginebra, Suiza.

El lugar tiene 10 años de vigencia y a lo largo de esos años se han hecho muchísimas investigaciones en cuanto al cultivo, difusión e introducción de plantas, específicamente nativas, pero como nuestro país tiene una cultura muy generalizada en cuanto al uso de plantas medicinales tenemos también plantas que son introducidas

El trabajo en el conservatorio consiste en conservar la cultura en cuanto al conocimiento de las plantas medicinales en el Paraguay. “El pueblo paraguayo consume hierbas y conoce por lo mínimo el uso de 50 especies, entonces, lo que se hace en el vivero es investigar la forma de cultivo, época de cosecha, época de floración y forma de reproducción para poder educar a la gente al respecto”.

## Colecciones
Gracias al Proyecto Etnobotánica Paraguaya, marco de colaboración con el Conservatorio y Jardín Botánico de Ginebra en Suiza, ha sido posible la mejora del jardín botánico así como la creación de un gran herbario de plantas medicinales paraguayas y la creación del Centro de Conservación y Educación Ambiental (CCEAM), situado en el Jardín botánico, que desarrolla numerosas actividades educativas.
Entre sus colecciones son de destacar:
- Vivero de plantas medicinales, siendo un lugar de investigación agronómica, educación y de capacitación de su cultivo, con unas 450 especies cultivadas.
- Vivero de plantas agronómicas, con cultivo, y selección para su mejora de plantas de interés económico para el campesinado de Paraguay.

El Zoológico se encuentra en el mismo predio. En cuanto a las colecciones del Zoológico, aquí hay un nutrida representación de la Fauna del Paraguay. También hay animales provenientes de otros lugares.

## Mamíferos
- León Africano (Panthera leo)

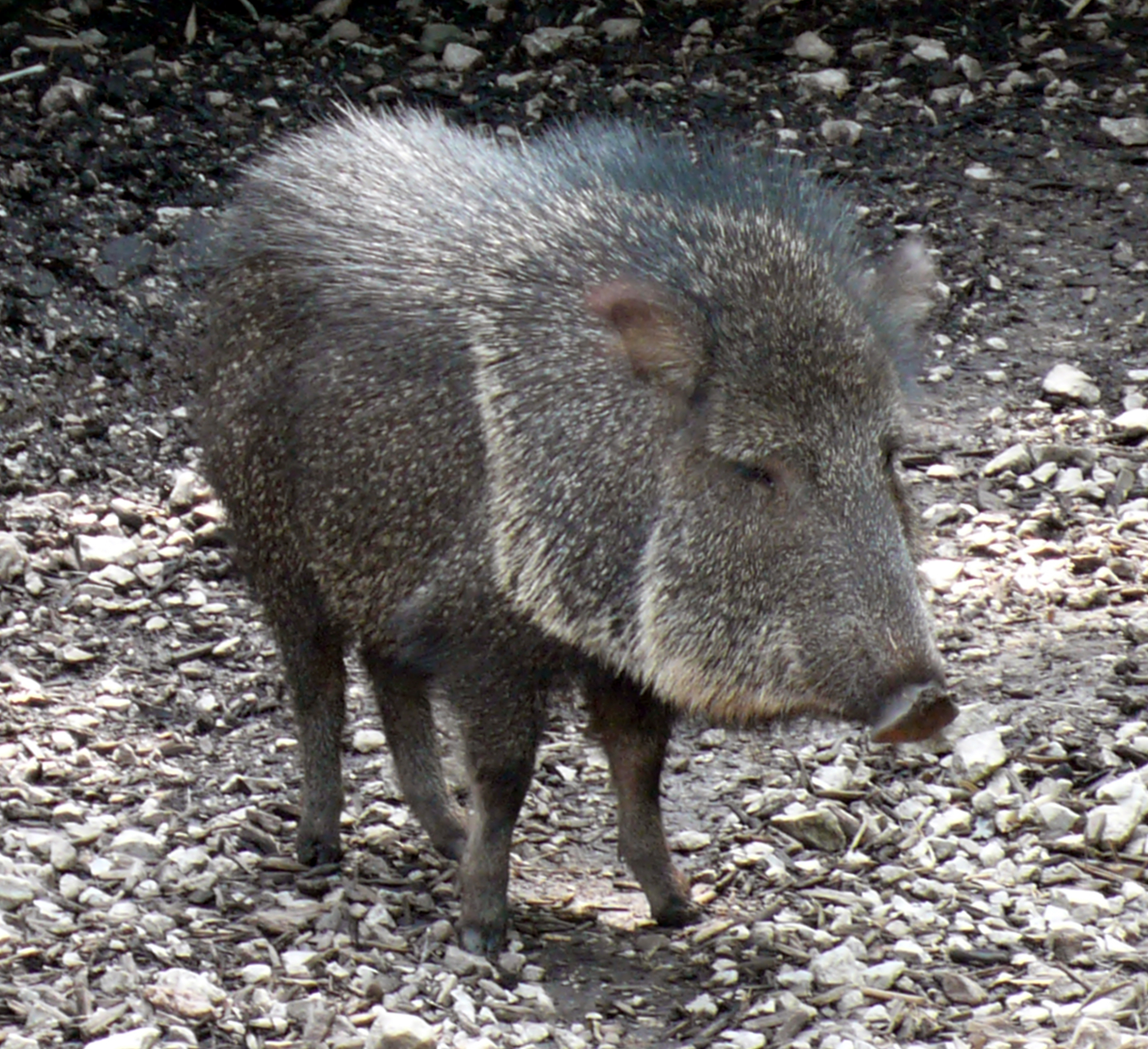
El Taguá, emblema del Zoológico.

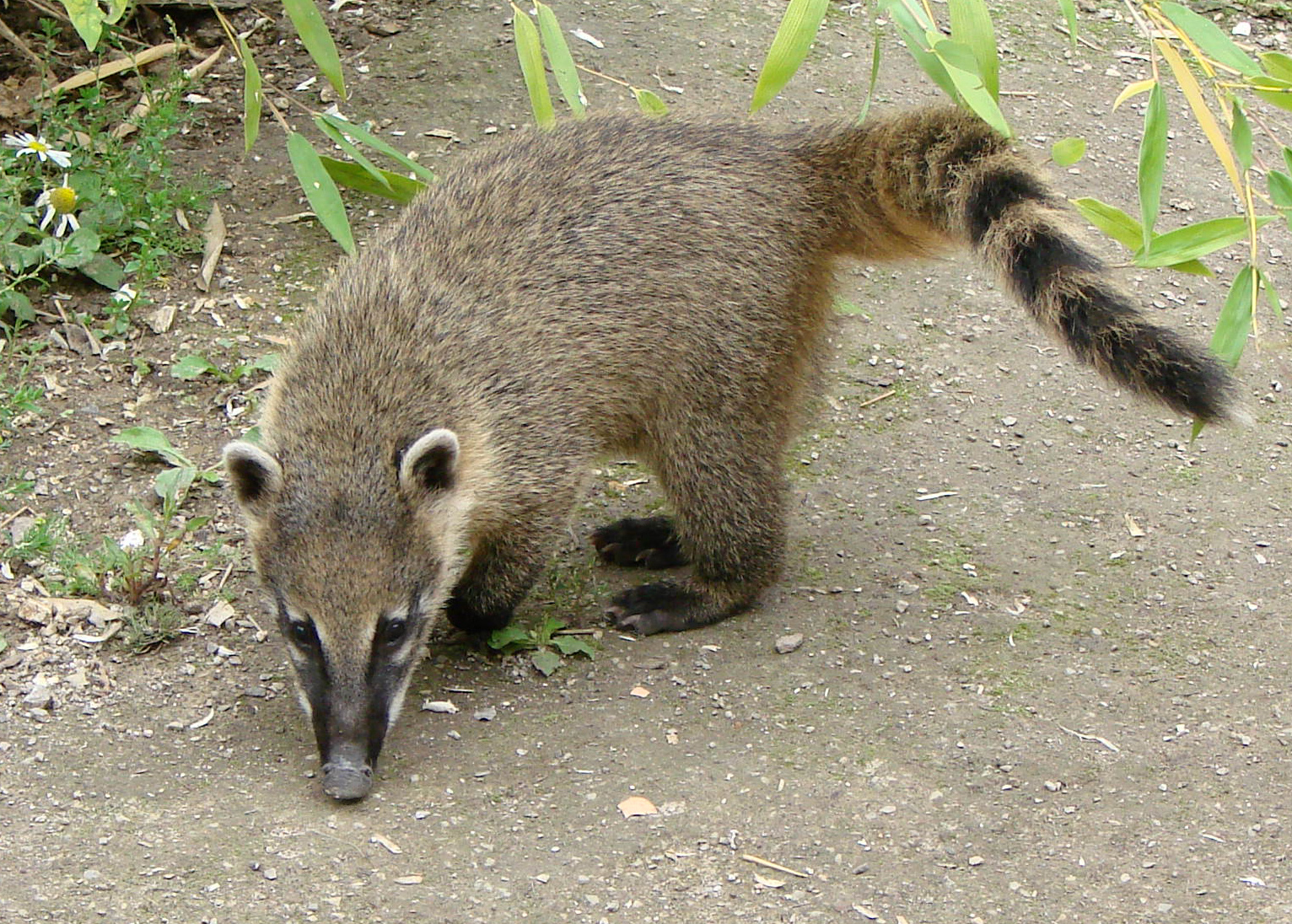
El Coatí, animal más abundante del Zoo.

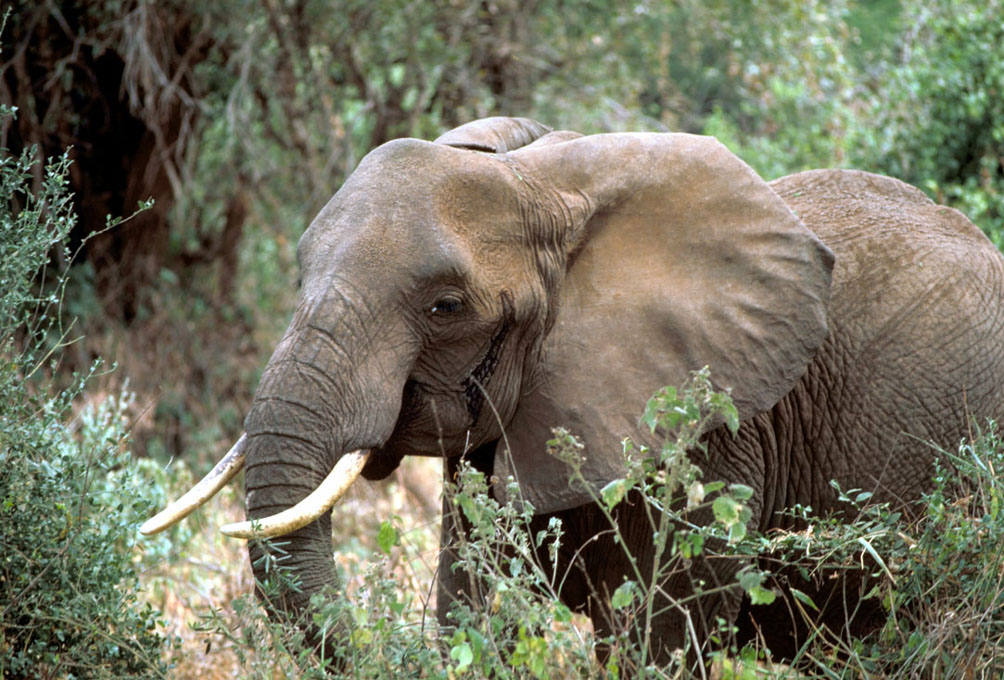
El Elefante, el animal más espectacular del Zoo.

- Tigre de Bengala (Panthera tigris tigris)
- Jaguar o Yaguareté (Panthera onca)
- Puma o León americano (Puma concolor)
- Gato Montés o Tirika (Leopardus geoffroyi)
- Ocolote o Yaguarete'i (Leopardus pardalis)
- Zorro Cangrejero o Aguara'i (Cerdocyon thous)
- Osito Lavador o Aguará Popé (Procyon cancrivorus)
- Coatí de Cola Anillada o kuatï (Nasua nasua)
- Hurón Mayor o Eirá (Eira barbara)
- Gamo Común, Gamo Europeo o Guazú (Dama dama)
- Corzuela Parda o Guazú Virá (Mazama gouazoubira)
- Cabra Doméstica o Cavará (Capra aegagrus hircus)
- Pecarí del Chaco o Tagua (Catagonus wagneri)
- Pecarí Barbiblanco o Kure ka'aguy(Tayassu pecari)
- Pecarí de Collar o Kure ka'aguy(Tayassu tajacu)
- Tapir (Tapirus terrestris)
- Hipopótamo Común (Hippopotamus amphibius)
- Elefante Asiático (Elephas maximus)
- Capibara o Carpincho (Hydrochoerus hydrochaeris)
- Oso Hormiguero Gigante o Yurumí (Myrmecophaga tridactyla)
- Oso Mielero, Tamandua o Ka'aguaré (Tamandua tetradactyla)
- Chimpancé Común (Pan troglodytes)
- Mono Araña (Ateles fusciceps)
- Mono de Noche, Mirikiná o Ka'i Pyharé (Aotus azarae)
- Mono Aullador o Karayá (Alouatta caraya)
- Mono Capuchino o Ka'i Paraguái (Sapajus cay paraguayanus)

## Aves

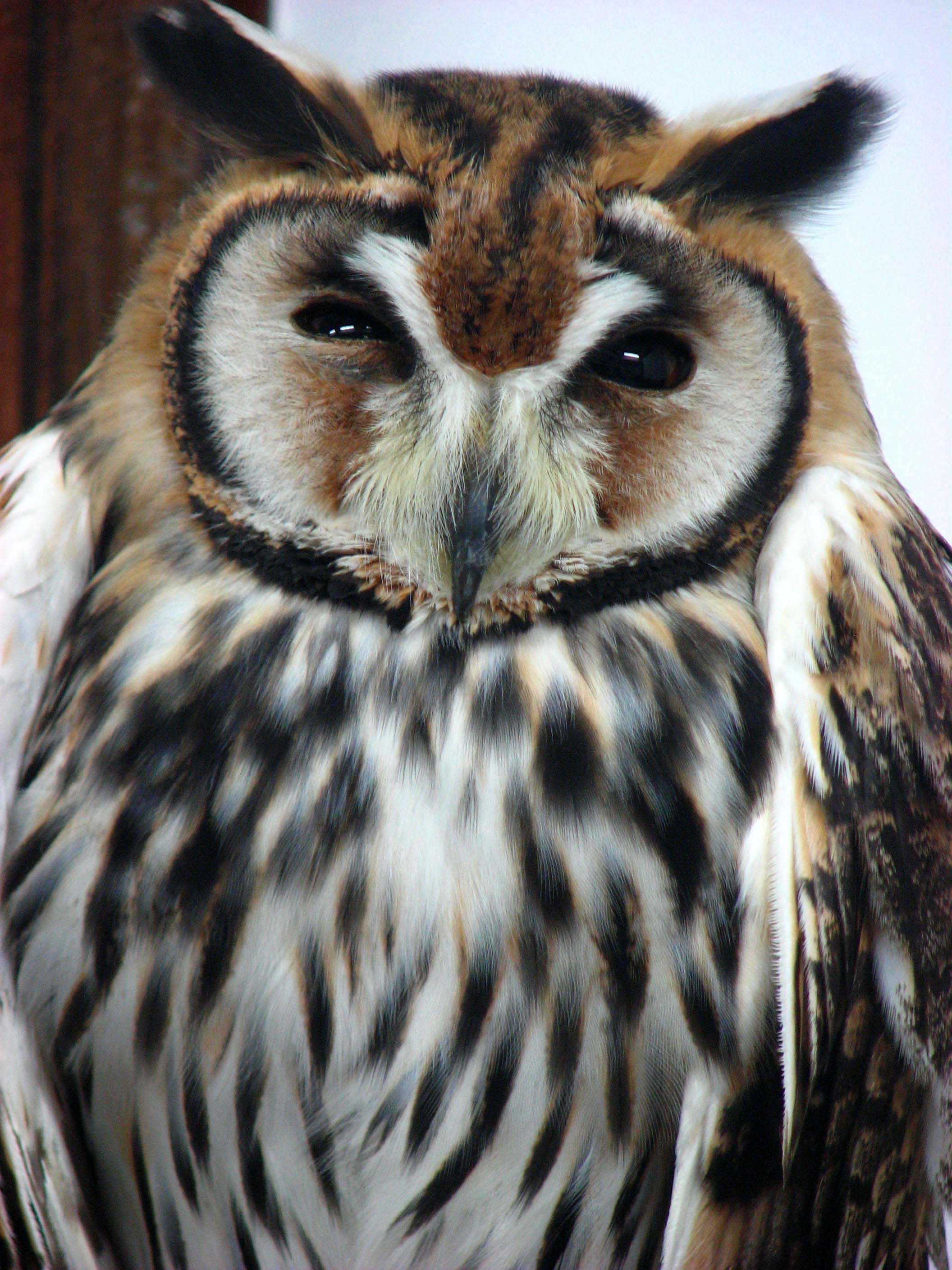
El Lechuzón Orejudo, ave muy común en las selvas sudamericanas y centroamericanas.

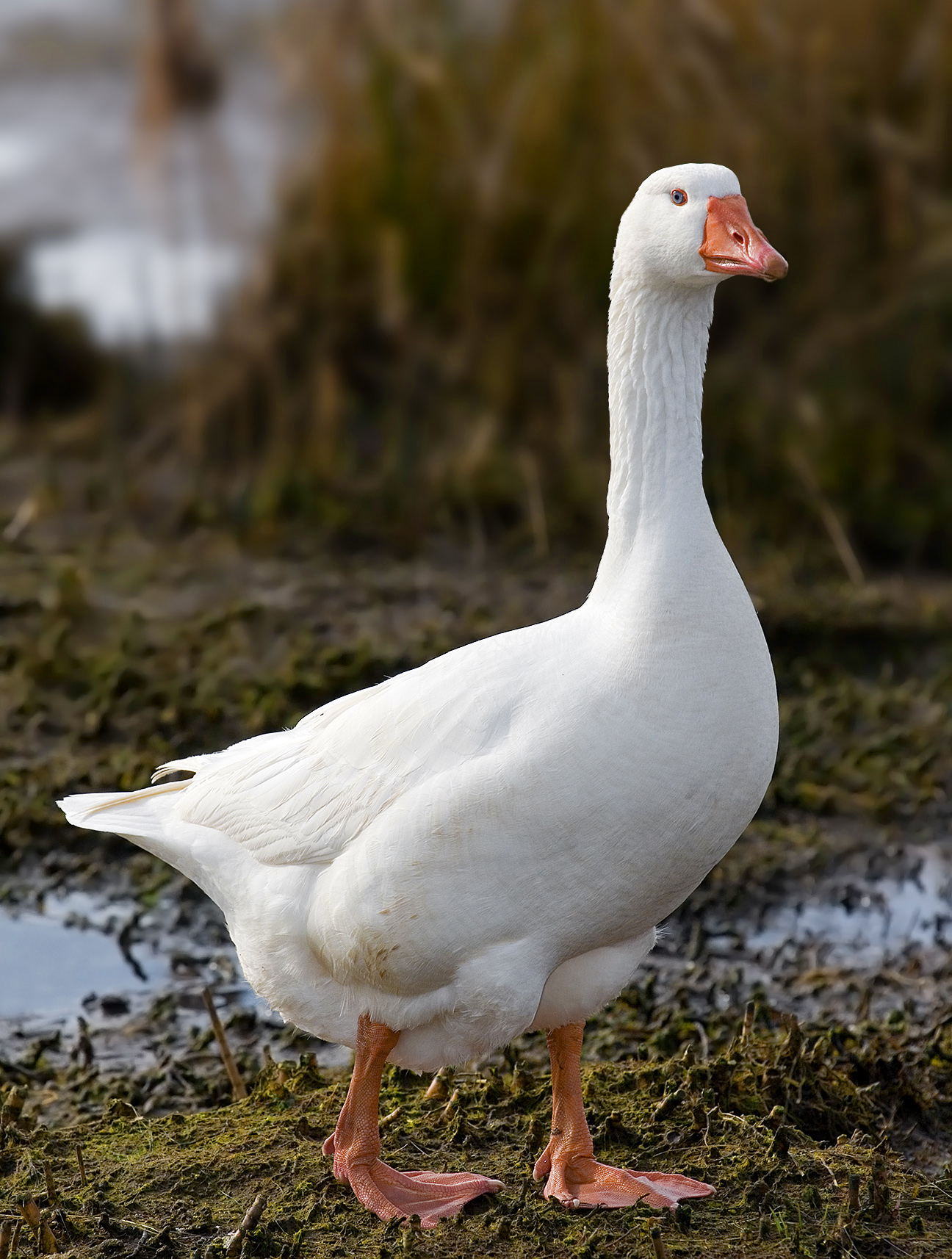
El Ganso doméstico, ave muy común en las áreas rurales paraguayas.

- Águila Solitaria Coronada o Águila de Copete (Harpyhaliaetus coronatus)
- Ñandú Común (Rhea americana)
- Guacamayo Rojo o Gua'a pytä (Ara chloroptera)
- Cotorrita Argentina, Cotorra Verdigris o Tu'ï (Myiopsitta monachus)
- Búho cornudo, Búho Real o Ñacurutü (Bubo virginianus)
- Halcón plomizo o Kiríkirí Guazú (Falco femoralis)
- Yabirú o Tuyuyú (Jabiru mycteria)
- Carancho o Karákará (Caracara plancus)
- Chajá (Chauna torquata)
- Ñanday (Nandayus nenday)
- Buitre Negro Americano, Jote de Cabeza Negra o Yryvu (Coragyps atratus)
- Lechuza Común, Suindá o Lechuza del Campanario (Tyto alba)
- Loro Barranquero o Gua'a (Cyanoliseus patagonus)
- Loro Hablador o Parakäu (Amazona aestiva)
- Maracaná Afeitado o Marakaná Lomo Rojo (Primolius maracana)
- Loro Vináceo, Amazona de Pecho Vinoso o Parakäu Kerëu (Amazona vinacea)
- Lechuzón Orejudo o Ñacurutü (Pseudoscops clamator)
- Lechuzón de Anteojos o Urukure'a Ka'aguy (Pulsatrix perspicillata)
- Tucán Toco, Tucán Grande o Tukä Guazú (Ramphastos toco)
- Guacamayo Azul Amarillo o Gua'a Sa'yllu (Ara ararauna)
- Guacamayo Azul, Jacinto o Gua'a Hovy (Anodorhynchus hyacinthinus)
- Avestruz (Struthio camelus)
- Ganso Doméstico (Anser anser)
- Pavo Real de Pecho Azul (Pavo cristatus)
- Faisán Plateado (Lophura nycthemera)
- Caburé Chico o Kavure'i (Glaucidium brasilianum)
- Pavo doméstico (Meleagris gallopavo)
- Guinea doméstica (Numida meleagris )
- Gallina Holandesa Moñuda (Gallus gallus)-Subespecie
- Suirirí Cariblanco o Patillo (Dendrocygna viduata)
- Pato Criollo o Ypé (Cairina moschata)

## Reptiles

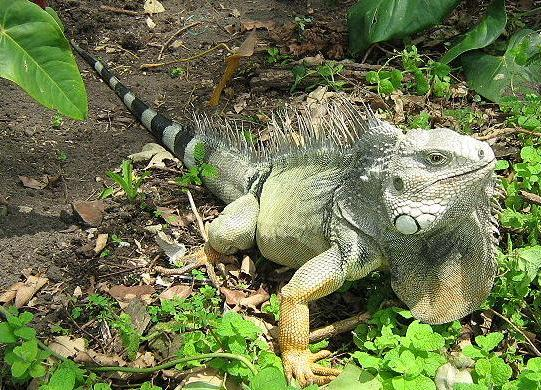
La Iguana Verde, uno de los lagartos paraguayos.

- Anaconda Amarilla o Kuriju (Eunectes notaeus)
- Yacaré negro o Yakaré hü (Caiman yacare)
- Yacaré Overo (Caiman latirostris)
- Iguana Verde o Teyú Hovy (Iguana iguana)
- Gigotea Elegante (Trachemys scripta elegans)
- Tortuga Terrestre o Karumbé (Geochelone carbonaria)

## Separaciones
Históricamente, el Jardín Botánico contaba con más de 300 ha, incluso tenía una costa de más de 1 km sobre el Río Paraguay. En los últimos 50 años, varias escisiones se han producido, como la planta de tratamiento de agua de ESSAP, el cuartel de Viñas Cué, la estación transmisora de Copaco (en época del dictador Stroessner), los campos del Asunción Golf Club, y varias otras divisiones a causa de ocupaciones ilegales.